# نخستی‌های عالی در نوشته‌های پیشینیان
شباهت فراوان انسان با دیگر نخستی‌های عالی از دیرباز نزد پیشینیان دانسته بوده‌است. امروزه نخستی‌های عالی به دو گروه عمدهٔ میمون‌ها (شامل میمون‌های برّ قدیم و آنِ برّ جدید) و کپی‌ها تقسیم می‌شوند. پیشینیان بر خلاف امروزیان آن طور که باید و شاید میان کپی‌ها و میمون‌ها تفاوت قائل نشدندی. در نوشته‌های قدیم فارسی دری واژه‌های کپی و بوزینه و نیز حمدونه، با بسامد کمتر، برای اشاره به نخستیان عالی استعمال شده‌است. همچنین گاه توصیفاتی از موجوداتی نیمه‌موهوم و نیمه‌اساطیری به نام نسناس شده‌است. در بعضی کتاب‌ها توصیف نسناس کاملاً خرافی است و در پاره‌ای دیگر موارد به نظر می‌رسد که اشاره به «کپی» در معنای امروزی آن می‌دارد. علاوه بر نسناس اشاره به گونه‌های دیگر مردمان هم شده‌است که جنبهٔ خرافی‌اش بر واقعی‌اش می‌چربد، چو سگ‌ساران (با تن آدمی و سر سگ) یا مردمان پرنده یا مردمان آب‌زی. این مقاله بیشتر به موجوداتی می‌پردازد که دست‌کم تا حدی با سرده‌های شناختهٔ امروزی تطبیق می‌کنند.

## نوشته‌های فارسی میانه
بنا به مندرجات کتاب بندهش هرمزد مردمان را در ده نوع آفریده‌است. نوع دهم کپی است که فروترین مردمان خوانده شده‌است. در جای دیگر روایتی نقل می‌کند که طبق آن خرس و کپی دم‌دار و دیگر گونه‌های تباه مردمان حاصل آمیزش دیوان و انسان‌اند.

## نوشته‌های فارسی دری

### توصیف شکل و رفتار و زیستگاه

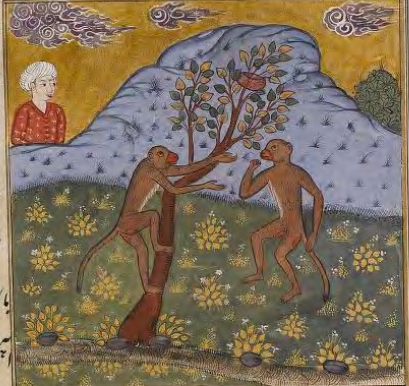
تصویری از میمون در نسخه‌ای خطی از عجایب‌المخلوقات قزوینی

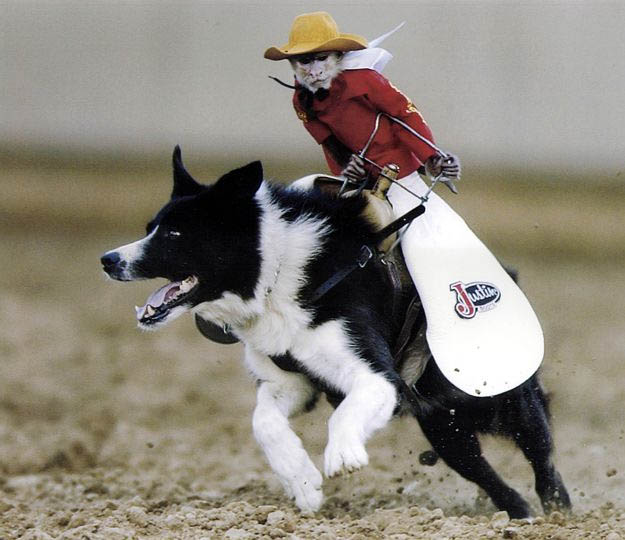
میمونی در جامهٔ گاوچرانی سوار بر سگ. از گفتهٔ محمد طوسی همدانی در عجایب‌المخلوقات بر می‌آید که در قدیم نیز نشاندن میمون بر سگ برای تفریح نزد برخی ملتها مرسوم بوده‌است.

محمد بن محمود طوسی همدانی در عجایب المخلوقات و غرائب الموجودات (سدهٔ ۶ قمری) شرح مفصلی از کپی یا بوزینه می‌دهد. از این شرح تا حدی دانسته‌های ایرانیان از کپی‌ها مشخص می‌شود. نویسنده در توصیفات خود به نکته‌هایی چند اشاره می‌کند یکی اینکه بوزینه‌ها در انواع و اندازه‌های گوناگون‌اند برخی چندِ گاوی‌اند و برخی چند گربه‌ای. در حبشه بیشتر یافت می‌شوند و حبشیان با آنها بازی می‌کنند بر سگشان نشانند و تیر و کمان به دستشان می‌دهند. در شرحی که در عجایب‌المخلوقات آمده‌است به این نکته هم اشاره شده‌است که کپی «شناو نداند کردن». محمد همدانی پس از برشمردن شباهت‌های بوزینه با انسان از جمله شباهت در «کف و انگشتان و تناول و لقمه پیچیدن و مغز برون کردن از استخوان» به نکته‌ای غریب اشاره می‌کند: در مصر جولاهان کپی را به کار فرمایند و کپی «به ساعتی مبلغی ببافد و اگر تقصیر کند برهٔ سیاه پیش وی بکشند تا از آن بترسد و کار بهتر کند». نکتهٔ شبیه این را زکریای قزوینی یک سده بعد (سده ۷ ق) در کتابی که آن هم از قضا عجایب المخلوقات و غرائب الموجودات نام دارد می‌گوید: کپی که حیوانی «قبیح‌اللقا» ولی با افعال ملیح و حرکات ظریف است صنایع آموزد و نساج را در بافتن پارچه یاری کند. به این صورت که کپی در طرفی و جولاه در طرف دیگر نشیند و محوکرا به همدیگر اندازند. در ادامه کارهای بسی غریب‌تر هم به کپی نسبت دهد: مثلاً اینکه ملک نوبه بوزینگانی چند به متوکل فرستاد که یکی خیاطی می‌دانست و یکی نجاری می‌دانست و یکی شطرنج‌باز ماهری بود. حکایتی هم ذکر می‌کند که در آن کپیان، کپی ماده‌ای را به این دلیل که در هنگامی که شوهرش خواب بوده‌است به شوهرش خیانت کرده‌است (یعنی با کپی نر دیگری درآمیخته‌است) زنده در حفره‌ای که کنده‌اند می‌اندازند. فارغ از اغراق‌های احتمالی‌ای که در مهارت و آموزش‌پذیری نخستیان عالی شده‌است در این نکته شک نمی‌توان کرد که در قدیم دست‌کم میمون‌ها را برای سرگرم‌کردن مردمان آموزش دادندی. مثلاً در کتاب بستان العقول فی ترجمان المنقول که ترجمهٔ «رسالهٔ حیوان» از رسائل اخوان‌الصفاست به «رقص و لهو و طبل و دف‌زدن» بوزینه اشاره شده‌است.
حمدالله مستوفی در نزهةالقلوب توصیفی از نسناس آورده‌است که به‌نسبت غیرخرافی‌است و با توصیف از بوزینه در هم می‌آمیزد. وی از دو گونه نسناس نام برده‌است یکی بوزینه‌ای در مصر که سخت شبیه آدمی‌است ولی بدنش پرموست و دم می‌دارد و به اندازهٔ بوزینه‌ای بزرگ است؛ و نوعی دیگر به نام مالوف که بر خلاف نوع بوزینه‌ای که در مصر است، دم نمی‌دارد و در مشرق است. به گفتهٔ مستوفی مالوف شکلی زیبا دارد ولی ناطق و متمیز نیست. «مردم ایشان را بگیرند و با خود دارند و با ایشان دخول کنند و از ایشان فرزندان آرند» و این فرزندان لال‌اند. امروزه دو نوع کپی (بدون دم) در آسیای شرقی یافت می‌شود یکی گیبون و دیگری اورانگوتان. در عجایب‌المخلوقات قزوینی در توصیف جانوران عجیب ساکن جزیره‌های دریای چین ذکر جانوری رفته‌است که به بی‌شباهت به اورانگوتان نیست. قزوینی از قول محمد زکریا به امتی از جزیرهٔ رامی از جزیره‌های دریای چین اشاره می‌کند که بر شکل آدمی‌اند «الا بالای هر یک از ایشان چهار شیر باشد و بر تن ایشان موی سرخ باشد و بر سر درختان باشند».

### خواص درمانی
گوشت کپی را برای درمان جذام مفید دانستندی.

## فهرست منابع و مآخذ
- فرنبغ دادگی، بندهش
- دنیسری، محمد بن ایوب (۱۳۸۷)، نوادرالتبادر لتحفةالبهادر، به کوشش به کوشش محمدتقی دانش‌پژوه و ایرج افشار.، تهران: پزوهشگاه علوم انسانی و مطالعات فرهنگی، شابک ۹۷۸-۹۶۴-۴۲۶-۳۶۰-۶
- زنگی بخاری، محمد بن محمود (۱۳۸۷)، بستان العقول فی ترجمان المنقول، به کوشش به کوشش محمدتقی دانش‌پژوه و ایرج افشار.، تهران: پژوهشگاه علوم انسان و مطالعات فرهنگی، شابک ۹۶۴-۴۲۶-۰۱۵-۵
- طوسی همدانی، محمد بن محمود (۱۳۸۷)، عجایب المخلوقات و غرائب الموجودات، به کوشش به اهتمام منوچهر ستوده.، تهران: علمی و فرهنگی
- قزوینی، زکریا (۱۳۴۰)، عجایب المخلوقات و غرائب الموجودات، به کوشش به کوشش نصرالله سبوحی.، تهران: کتابخانه مرکزی تهران
- قزوینی، زکریا، عجایب المخلوقات و غرائب الموجودات (ویراست نسخهٔ خطی)
- مستوفی، حمدالله، نزهةالقلوب، به کوشش حسب الفرمایش آقامیرزا محمد ملک الکتاب شیرازی.، بمبئی